# Лисайчук Марія Олексіївна
Лисайчук Марія Олексіївна (2 січня 1951, с. Нова Гута Новоушицький район, Хмельницька область) – двомовна поетеса. Співголова Хмельницької літературної спілки «Поділля».

## Біографія
Лисайчук Марія Олексіївна народилася в сім'ї службовця. Закінчила Львівський політехнічний інститут. За фахом інженер електронної техніки. До 1977 року М. Лисайчук проживала у м. Вінниці і працювала на радіоламповому заводі. З 1977 року живе у м. Хмельницькому. Працює на підприємстві «Пригма-Прес» інженером-конструктором.

## Творчість
Поезію почала писати ще в школі. Любов до літератури їй прищепив батько, який теж захоплювався складанням віршів. Дівчина з дитинства була невиправним романтиком, такою залишилася і до сьогодні. Спочатку писала у стінгазету, а навчаючись на електрофізичному факультеті Львівського політехнічного інституту, займалася в літературному гуртку. У творчому становленні поетеси неабияку роль зіграла зустріч з Раїсою Філатовою та Володимиром Косаковичем.
Марія Олексіївна – двомовна поетеса, З-під її пера вийшло понад 10 поетичних збірок.
Як автор, з 2003 року плідно співпрацює з міжнародним журналом «Склянка часу (Zeitglas)». У журналі з такою ж назвою, що видається німецькою мовою у місті Каневі, у 2005 році вийшла стаття Марка Богословського, у якій, зокрема, зазначається, що поезія Марії Лисайчук варта неабиякої уваги.
З 2003 року – член Хмельницької літературної спілки «Поділля і зараз є співголовою цієї спілки. Її поетична творчість стала основою наукових здобутків вихованки МАН Косюк Оксани. За роботу «Естетичне виховання молоді у творчості М. Лисайчук» вона отримала II місце на Всеукраїнському конкурсі-захисті науково-дослідницьких робіт МАН.
Завдячуючи своїй невичерпній енергії, поетеса не зупиняється на досягнутому, а творить чудові оригінальні вірші і робить велику громадську роботу в спілці «Поділля».
Її поезія – це квітучий сад інтимної жіночої лірики, у якому можна розгледіти тонку душу, чарівний і світлий внутрішній світ, це злагоджений діалог душі і тіла. Марія Олексіївна – співець кохання, віртуоз-пейзажист, яку одухотворяє краса рідної природи; поетеса-лірик високого лету, яка сміливо крокує у велику літературу.
Віршам Марії Лисайчук притаманні медитативні інтонації, роздуми у пошуках істини й сенсу життя.
Поетеса не зраджує народні традиції. Її твори вчать доброти і порядності, розуму і честі, виховують високі почуття людської гідності та гордості за наш край, за Україну.
Автор дитячих збірочок «Пригоди домовика», «Чепурасики-викрутасики».
Друкується в місцевих, обласних, всеукраїнськиї збірниках та міжнародних журналах.
Її численні вірші покладені на музику відомими подільськими композиторами.

## Нагороди та премії, участь у фестивалях
Лауреат міжнародної премії імені О.С. Грибоєдова
Лауреат фестивалю «Розкуття» 2010 р.
Брала участь у Хмельницькому міському літературному фестивалі «Слово єднає» у 2015, 2016, 2017, 2018, 2019 р.р.

### Твори
1. Лисайчук М. О. До сходу сонця, до причини : поезія / М. О. Лисайчук. – Хмельницький : Цюпак А. А., 2008. – 104 с.
2. Лисайчук М. О. На миттєвому острові : поезії / М. О. Лисайчук. – Хмельницький : Цюпак А. А., 2005. – 72 с.
3. Лисайчук М. О. Пригоди домовика [Текст] : поема для неслухняних дітлахів та їх батьків : за рос. казкою І. Гуріної «Домовенок» / М. О. Лисайчук ; [мал. М. В. Крамар]. – Хмельницький : Цюпак А. А., 2019. – 32 с. : кольор. іл.
4. Лисайчук М. О. Чепурасики-викрутасики [Текст] : віршики чепурненькі для діточок маленьких / М. О. Лисайчук ; [мал. М. В. Крамар]. – Хмельницький : Цюпак А. А., 2019. – 60 с. : кольор. іл.
5. Лысайчук М. А. Аквамариновый апрель : поэзия / М. А. Лысайчук. – Хмельницкий : Еврика, 2004. – 64 с.
6. Лысайчук М. А. Ветер Времени / М. А. Лысайчук, Н. Н. Павлова.– Хмельницкий : Дерепа И. Ж., 2009. – 62 с.
7. Лысайчук М. А. Времени клубок : лирика / М. А. Лысайчук. – Симферополь : Доля, 2002. – 56 с.
8. Лысайчук М. А. Зазеркалье, или Сказки для взрослых : лирика / М. А. Лысайчук. – Хмельницкий : Еврика, 2002. – 56 с.
9. Лысайчук М. А. Ищу гармонию во всём : поэзия / М. А. Лысайчук. – Хмельницкий : Еврика, 2003. – 60 с.
10. Заповідаєм вам любов : зб. вибраних творів літераторів Поділля / уклад. : Ісаєнко Г. – Хмельницький : ХГПА «Центр мистецтва і дизайну», 2011. – С. 144-148.
11. Літературна громада [Текст] : часопис Хмельниц. міської літ. спілки «Поділля» : [поезія, проза, публіцистика, літ. критика]. Т. 2. 2018 / [гол. ред. В. Г. Олійник]. – Хмельницький : Цюпак А. А., 2018. – 352 с.
12. Літературна громада [Текст] : часопис Хмельниц. міської літ. спілки «Поділля» : [поезія, проза, публіцистика, літ. критика]. Т. 1. 2018 / [гол. ред. В. Г. Олійник]. – Хмельницький : Цюпак А. А., 2018. – 392 с.
13. Медобори [Текст] : альманах № 9. 2014 / Хмельницький обласний осередок Всеукраїнської творчої спілки «Конгрес літераторів України» ; [редкол.: В. Захар'єв (голова), М. Цимбалюк, В. Касакович, В Шевченко, А. Цюпак]. – Хмельницький : Цюпак А. А., 2015. – 240 с.
14. Нескорена нація: поезія, проза, публіцистика, літературна критика [Текст] : всеукр. зб. / Хмельниц. міська літ. спілка «Поділля» ; редкол. В. Г. Олійник, М. О. Лисайчук, М. В. Хоружий та ін. – Хмельницький : Цюпак А. А., 2018. –348 с.
15. Слово єднає! [Текст] : літ.-публіц. альманах. № 1, 2018 / Хмельниц. міськрада, Упр. культури і туризму, Хмельниц. міська ЦБС ; [редкол. В. А. Захар'єв [та ін.] ; відп. за вип. Т. С. Козицька ; ред.-уклад.: Т. С. Козицька, В. Ц. Міхалевський]. – Хмельницький : Цюпак А. А., 2018. – 312 с.